# Bruno Vinícius
Bruno Vinicius  (São Paulo, 2001) é um ator  e dançarino brasileiro, ficou conhecido por interpretar o lutador Anderson Silva em série da Paramount+ em 2023.

## Carreira
Bruno estuda teatro desde muito cedo, começou na carreira em pequenas montagens teatrais e em comerciais publicitários como Toddy, Nestlé e Natura. É formado em teatro pelo Centro Universitário Ítalo Brasileiro (UniÍtalo) localizado na zona sul de São Paulo.
Sobre a atuação na fase adolescente do lutador Anderson "Spider" Silva, o jovem ator relatou as dificuldades em interpretar os momentos de racismo vividos pelo atleta na juventude na cidade de Curitiba.

## Filmografia

### Televisão
| Ano         | Título                       | Personagem           | Notas                         |
| ----------- | ---------------------------- | -------------------- | ----------------------------- |
| 2018 - 2019 | As Aventuras de Poliana      | Aluno de dança       | Elenco de apoio / SBT         |
| 2021        | Ligação Direta               | Pedro                | Elenco Principal Amazon Prime |
| 2022        | Rota 66 - A Polícia que Mata | Cosme                | Elenco recorrente Globo Play  |
| 2023        | Anderson Spider Silva        | Anderson Silva Jovem | Protagonista Paramount+       |
| 2024        | Tudo em Familia              | Roger                | Elenco principal Globo Play   |

### Cinema
| Ano  | Título                                  | Personagem |
| ---- | --------------------------------------- | ---------- |
| 2022 | Desigualdade - O Filme                  | Bruno      |
| 2024 | Turma da Mônica Jovem: Reflexos do Medo | Jeremias   |

## Teatro
| Ano  | Título                         | Personagem |
| ---- | ------------------------------ | ---------- |
| 2019 | Romeu & Julietta + The Beatles | Romeu      |